# Comixene
Comixene ist die älteste deutsche Fachzeitschrift zum Thema Comics. Seit 2024 erscheint das „Magazin für Comic-Kunst und grafische Literatur“ (so der Untertitel) nurmehr jährlich.

## Geschichte

### 1974–1982
Die erste Comixene erschien im November 1974 und komplett in schwarzweiß. Herausgeber waren die jugendlichen Comicfans René Lehner, Thilo Rex und Andreas C. Knigge. Knigge und Rex kannten sich von der Schule, den älteren René Lehner lernte Rex auf einer Comicausstellung kennen. Lehner gab den Anstoß, aus Knigges und Rex’ Fanzine Comics Maker ein international orientiertes Heft zu machen nach dem Vorbild der niederländischen Stripschrift oder des französischen Phénix.
Schnell wurde das neue „internationale comic fan- & fachmagazin Comixene“ ein Begriff und man lud die Autoren auf Comic-Festivals nach Italien oder Frankreich. Der Verlag nannte sich Lehner & Knigge und war anfangs in einer Wohngemeinschaft in Hannover beheimatet. Titelthemen waren etwa Walt Disney, Hergé, Hansrudi Wäscher oder genreübergreifende Themen wie „Technik & Architektur“.
Mit der Ausgabe 18 im März/April 1978 bekam das Heft ein farbiges Cover, der Umfang erhöhte sich auf 56 Seiten. Mit Ausgabe 19 stießen Hartmut Becker und Achim Schnurrer zum Redaktionsteam. Aus dem Verlag wurde die Edition Becker & Knigge als GmbH, in der neben dem Magazin auch Alben wie Jimmy das Gummipferd sowie Sekundärliteratur wie Bilderfrauen Frauenbilder erschienen. Die 72-seitige Comixene beinhaltete neben Sachtexten auch Comics, darunter die anderweitig nie in Deutschland veröffentlichte Comicversion des Trickfilms Asterix erobert Rom unter dem Titel 12 Prüfungen für Asterix. Ab 1980 erschien das Heft monatlich und hatte einen achtseitigen, farbigen Mittelteil, der für Fortsetzungscomics reserviert war. Die Auflage lag bei 10.000 Exemplaren. Weiterhin gab es Rezensionen, Dossiers, Comicstrips, Nachrichten, Termine, eine Seite Comiclexikon oder „Trickfilm-Notizen“. Auf der Preisleiste des Covers war nicht nur der Kaufpreis von 5 DM bzw. öS 40,- vermerkt, sondern auch Entenhausen: 5 Taler.
Unter anderem wurden in der Zeitschrift Beiträge von Autoren wie Wolfgang J. Fuchs, Gerd Lettkemann, Horst Schröder, Martin Compart, Hans-Jürgen Kagelmann, Peter Orban, Eckart Sackmann, Dietrich Grünewald oder Rainer Clodius veröffentlicht.
Mit Heft 43 im Februar 1982 änderte sich das Konzept. Es erschienen lediglich Comixene Newsletter mit 16 und später 8 Seiten. Mit der 50. Ausgabe im Oktober 1982 stellte die Comixene ihr Erscheinen ein. Grund waren finanzielle Engpässe, zudem hatten Prozess- und Anwaltskosten den Gewinn verschlungen – der Verlag war aufgrund einer Rezension verklagt worden.

### 1994–1996
Als Edition B&K versuchten Thomas Bleicher und Joachim Kaps (der spätere Verlagsleiter von Carlsen Comics und danach Tokyopop) nach zwölf Jahren einen Neustart mit Nr. 51. Das Heft war vollfarbig, der Umfang betrug 100 Seiten. Der anfängliche Preis von 12,80 DM ging auf 9,80 DM herunter. Finanzielle und berufliche Belastungen verhinderten eine dauerhafte Publikation des Heftes. Finalausgabe war im März 1996 die Heftnummer 57. Trotzdem war Joachim Kaps zufrieden, denn ohne Comixene wäre er wohl nie bei Carlsen gelandet.

### 1998–2002
In der Zeit um die Jahrtausendwende gab es keine neue Ausgabe der Comixene. Zum Jahresanfang 1998 erschien stattdessen beim Karicartoon Verlag das zweimonatliche (später zwischenzeitlich auch monatliche) Magazin Hit Comics, welches als Fachmagazin über Comics mit dem Schwerpunktthema Superhelden berichtete. Mit der Nummer 26 übernahm der Hit Comics Verlag, der spätere Verlag Jurgeit, Krismann & Nobst (kurz: JNK), die Herausgabe des Heftes. Im September 2002 war mit Nummer 34 das Ende der Serie als Comic-Fachmagazin gekommen (von 2004 bis 2006 gab es mit den Ausgaben 35 bis 39 aber noch Comics zu Savage Dragon u. a.).

### 2003–2012
Von 2003 bis 2012 wurde die Comixene im JNK-Verlag veröffentlicht und trat damit an die Stelle von Hit Comics. Mit einer monatlichen Erscheinungsweise ab Nr. 58, gelegentlich einer Doppelnummer, mehr Farbe und dem Preis von anfänglich 5 €, später 6 €, gelang ein guter Start. Themen waren zunächst unter anderem Animes, Disney, Mangas in Deutschland, Toni Greis oder die zahlreichen Comic-Verfilmungen wie Spider-Man 3 oder die X-Men-Filme. Zum Comic-Salon Erlangen erschien jeweils ein extradickes Heft mit einem ausführlichen Programm. Ab 2007 lag der Preis pro Ausgabe bei 9 €. Seit Ende 2011 kostete ein Heft 5,90 €. Mit Heft 115 wurde die Herausgabe des Magazins zum dritten Mal eingestellt.

### 2015–2023
Seit August 2015 erschien die Comixene wieder (erneut mit fortgeführter Nummerierung, ab Nr. 116), diesmal unter der Redaktion des Mitbegründers René Lehner beim Verlag Rätselfactory Lehner. Der Themenbereich wurde um das Medium Cartoon und Berichte für aktive Comickünstler erweitert, Grafik und Konzept wurden umfassenden Veränderungen unterzogen.
Im Dezember 2023 erschien mit der Nr. 147 die letzte Ausgabe der Comixene beim Verlag Rätselfactory.

### Ab 2024
Zunächst hieß es, die Comixene würde künftig in das ganz ähnlich strukturierte Fachmagazin Alfonz integriert, dessen vier Ausgaben für 2024 denn auch nicht mehr mit dem Titelzusatz „Der Comicreporter“, sondern als „Reporter der Comixene“ erschienen. Ende September verlautbarte der Verleger der Edition Alfons jedoch ein neues Konzept für die wieder eigenständige Comixene: Bei jährlicher Erscheinungsweise und deutlich erhöhtem Umfang soll sich jede Ausgabe vorrangig einem übergeordneten Schwerpunktthema widmen. Als erste Edition in diesem Format wurde zum 50. Jubiläum des Magazins im November 2024 die Nr. 148 publiziert, die bei 148 (sic!) Seiten Umfang „die 111 besten Graphic Novels“ vorstellt. Als neuer Herausgeber amtierte dabei wieder Andreas C. Knigge. Darüber hinaus sind, dem neuen Veröffentlichungsrhythmus entsprechend, auch einige Beiträge mit Jahrbuchcharakter enthalten, wie Jahresrückblick, Nachrufe und Gedenktage.
Als Themenschwerpunkt der für Dezember 2025 avisierten Nr. 149 ist „Bande dessinée – Der frankobelgische Comic“ angekündigt.

## Comixene Materialien
Als Comixene Materialien erschien zusätzlich zum damaligen Heft zwei Publikationen der Sekundärliteratur zum Thema Comics im Albumformat:
- 1978: Bilderfrauen Frauenbilder, ISBN 3-88464-010-0
- 1979: Die Kinder des fliegenden Robert, ISBN 3-88464-011-9